# Rancho Calaveras
Rancho Calaveras és una concentració de població designada pel cens dels Estats Units a l'estat de Califòrnia. Segons el cens del 2000 tenia 4.182 habitants.

## Demografia
Segons el cens del 2000, Rancho Calaveras tenia 4.182 habitants, 1.470 habitatges, i 1.221 famílies. La densitat de població era de 190,9 habitants/km².
Dels 1.470 habitatges en un 38,6% hi vivien nens de menys de 18 anys, en un 71,4% hi vivien parelles casades, en un 7% dones solteres, i en un 16,9% no eren unitats familiars. En el 12,9% dels habitatges hi vivien persones soles el 4% de les quals corresponia a persones de 65 anys o més que vivien soles. El nombre mitjà de persones vivint en cada habitatge era de 2,84 i el nombre mitjà de persones que vivien en cada família era de 3,09.
Per edats la població es repartia de la següent manera: un 28,3% tenia menys de 18 anys, un 5,5% entre 18 i 24, un 26,9% entre 25 i 44, un 28,5% de 45 a 60 i un 10,9% 65 anys o més.
L'edat mediana era de 40 anys. Per cada 100 dones de 18 o més anys hi havia 101,1 homes.
La renda mediana per habitatge era de 50.247 $ i la renda mediana per família de 53.017 $. Els homes tenien una renda mediana de 50.614 $ mentre que les dones 31.280 $. La renda per capita de la població era de 21.444 $. Entorn del 3,5% de les famílies i el 5,8% de la població estaven per davall del llindar de pobresa.

## Poblacions més properes
El següent diagrama mostra les poblacions més properes.